# Édouard Jean-Marie Stephan

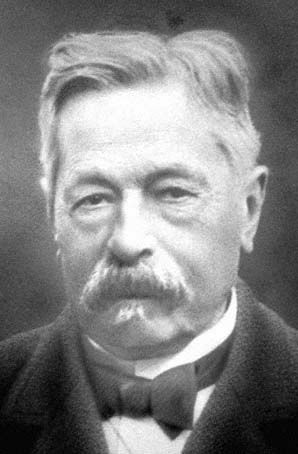
Édouard Stephan

Édouard Jean-Marie Stephan (* 31. August 1837 in Sainte-Pezenne, heute Stadtteil von Niort; † 31. Dezember 1923 in Marseille) war ein französischer Astronom.
Von 1867 bis 1907 war er Direktor des Observatoriums von Marseille. 1879 wurde er als korrespondierendes Mitglied in die Académie des sciences aufgenommen.
Im Jahre 1866 entdeckte er die Asteroiden (89) Julia und (91) Aegina. 1877 entdeckte er die nach ihm benannte Galaxiengruppe Stephans Quintett und 1882 die Gruppe Seyferts Sextett. Darüber hinaus ist er Entdecker zahlreicher Nebel, die später in den New General Catalogue aufgenommen wurden.